# 劇場版 仮面ライダーリバイス バトルファミリア
『劇場版 仮面ライダーリバイス バトルファミリア』（げきじょうばん かめんライダーリバイス バトルファミリア）は、日本の映画作品。2022年7月22日より東映系で公開された。同時上映作品は『暴太郎戦隊ドンブラザーズ THE MOVIE 新・初恋ヒーロー』、『お昼のショッカーさん THE ムービィー』。キャッチコピーは「立ち上がれ、最強一家。」。

## 概要
特撮テレビドラマ「仮面ライダーシリーズ」の『仮面ライダーリバイス』単独映画作品。
『劇場版 仮面ライダージオウ Over Quartzer』以来、3年ぶりに仮面ライダーとスーパー戦隊の映画が2本立てとなる。
本作品にゲストとして出演するケイン・コスギは過去に『忍者戦隊カクレンジャー』、『ウルトラマンパワード』でも主演を務めており、本作品でも仮面ライダーに変身したことで、史上初となる仮面ライダー、スーパー戦隊、ウルトラマンの3大ヒーローへの変身という快挙を成し遂げた。
また、春川芽生や中村浩二など本作品で監督を務める坂本浩一が監督を務めた作品でも常連の俳優も出演する。
『リバイス』の次作である『仮面ライダーギーツ』の主役ライダーである仮面ライダーギーツ（エントリーフォーム・マグナムフォーム・マグナムブーストフォーム）がテレビシリーズの放送開始に先行して登場する。
物語本編の時系列はテレビシリーズの第46話と第47話の間に起こった出来事となっている。
2022年8月5日よりスマートフォンアプリ『HELLO!MOVIE』方式による音声ガイドおよび日本語字幕が上映中に配信された。

## あらすじ
ギフとの戦いが終わった五十嵐一輝、大二、さくらの三兄妹は五十嵐元太と五十嵐幸実に幸実の誕生日祝いとして温泉旅行をプレゼントするが、その旅客機がアヅマ率いる一団によってハイジャックされる。五十嵐三兄妹は両親と乗客を救うために、旅客機が着陸した、かつて科学研究施設ノアが非人道的な実験を行った施設があり、現在は閉鎖された禁断の場所である「エリア666（トリプルシックス）」に向かう。
だが、アヅマによって3兄妹の悪魔が異変を来し、3人は変身できなくなってしまう。アヅマはギフと契約を交わして不老不死の体を手に入れていたが、その力はギフが倒されたことで弱まったため、五十嵐兄妹の持つギフの力を狙っていた。
アヅマと彼に協力していた悪魔のシックによって3兄妹は窮地に陥るが、幸実の強い思いから出現した悪魔によって3兄妹は仮面ライダー五十嵐に変身する。

## 本作品のオリジナル登場人物
大谷 希望（） / 仮面ライダーキマイラ
元太たちとともにハイジャック事件で囚われた乗客を救うべく奔走する青年。
過去に両親と先輩をアヅマによって失ったことで、アヅマへの復讐を目的として旅客機に乗っていた。

竹田 由芽（）
偶然、元太と幸実、希望の乗っていた旅客機に乗り合わせたことでハイジャック事件に巻き込まれた出産間近の妊婦。

外海 雅人（）
シックの人間態。アヅマと組んでハイジャック事件の裏で糸を引いていた謎のマッドサイエンティスト。
本来の外海は医師であったが、シックに乗り移られた後、顔を変えられた。
異様なテンションで、英語交じりの喋り方が特徴。
- 衣装合わせの段階で奇抜な衣装が用意された中で、八嶋本人の要望でスタイリストの村瀬昌広が着用していたオレンジ色のウィッグを被ったことでキャラクターのイメージが固まったといい、衣装も村瀬に合わせたものとなった。

アヅマ / 仮面ライダーダイモン
かつて3,000年前の南米で赤石英雄とともにギフと契約し、人類の存亡をジャッジするために暗躍してきた男。ギフの力によって永遠の命を得たことで不老不死となり、歴史の陰で道を誤った悪人を暗殺して人類が進むべき道の修正を行っていたが、人間そのものの愚かさに絶望して世捨て人となって身を潜めていた。生身でも一輝を圧倒するなど高い戦闘力を持つ。
だが、人類をジャッジするためにシックと手を組み、ギフが駆逐されたことで不滅の身体が維持できずに腐敗しつつあった自身の体のために、ハイジャック事件を起こし、ギフの遺伝子を有する五十嵐三兄妹を狙う。

トニー
アヅマの部下。

ハキム
アヅマの部下。ミナミとともにギフテリアンへと変化する。

ミナミ
アヅマの部下。CAに変装して旅客機に乗り込んでいた。ハキムとともにギフテリアンへと変化する。

## 本作品オリジナルの仮面ライダー

### 仮面ライダー五十嵐
仮面ライダーリバイスがフィフティゲイルバイスタンプを装填したリバイスドライバーを操作することで仮面ライダーライブ、仮面ライダージャンヌと合体変身した姿。命名は五十嵐元太。
変身音声は「トルネードアップ！ 三位一体！ おれたち兄妹！ 湧き上がる嵐は無限大！ 仮面ライダー五十嵐！」。
中央にリバイス、青いマントを付けた左側にジャンヌ、白いマントを付けた右側にライブの力が宿っており、リバイス、ライブ、ジャンヌの武器を自在に使う。
- 当初は「仮面ライダーフィフティゲイル」などと呼んでいたが、途中で「仮面ライダー五十嵐」になったという[23]。
- フィフティゲイルバイスタンプと同様に両肩に「50」、胸のプロテクターに漢字の「嵐」を大きく入れている。マントはリバイが中心、ジャンヌが左側、ライブが右側として三位一体をそれぞれのカラーで表現している[24][23][21]。
- 変身エフェクトでは、幸実の白い悪魔とベイルのような黒い影が入っており、三兄妹が変身しているが、本来のコンセプトは両親の悪魔が入った五十嵐家5人の融合フォームというものだが、幸実は変身していないため、デストリームの要素は入れず、三兄妹の合体フォームというコンセプトでデザインされた[24]。
- マスク、マント、肩と胸パーツは新規造形[24][21]。リバイを中央に、顎はライブのバイザー、ポニーテールと頭頂部はジャンヌに見立てたデザインにしている[24][23]。
- ボディは三兄妹の表現にサンダーゲイルのアンダースーツの黒が合わないと感じたため、リバイ レックスゲノムのアクション用ベーススーツを用いている[24][23][21]。

武器
オーインバスター50、ライブガン、ラブコフ クジャクゲノム

必殺技
インフィニティ50ストライク
エネルギーを右腕に集め、鮮やかなエネルギーを噴出しながらパンチを放つ。
スタンピングジャスティスリベラルフィニッシュ
リバイス、ライブ、ジャンヌのイメージがひとつに重なり、まばゆい光とともにキックを放つ。
イガラッシュトルネード
劇中未使用。

### 仮面ライダーキマイラ
大谷希望がツインキメラバイスタンプとキメラドライバーを使用して変身する仮面ライダー。前日譚である『Birth of Chimera』では向井リュウが変身した。
変身音声は「スクランブル！ キングクラブ！ クロコダイル！ 仮面ライダーキマイラ！ キマイラ！」。
ジョージ・狩崎が悪魔やギフの力に頼らない、という理念で作り上げた。
キングクラブとクロコダイルのバイスタンプ技で戦う。
- 変身ポーズは、希望役の豆原が考案した仮面ライダークウガと仮面ライダーメテオの変身ポーズと豆原がJO1のデビュー曲でセンターを務めた楽曲「無限大」の振付を組み合わせたものとなった[出典 4]。
- マスクは、生物モチーフをバイザー部分に入れており、ワニの正面顔が蟹のハサミにも見えるようにデザインされた[30][23]。
- 手足や胸の意匠は骨格を抽象化したもので、特定の生物モチーフは入れていない。右肩にボディの生物モチーフを全て集約させて、蟹のハサミとワニの頭が重なったイメージとなっている[30][23]。
- 手足のアーマーはバリッドレックスゲノムの色替え[30][23]。
- マスク、両肩、胸甲冑は新規造形[30][23]。

必殺技
キングクラブエッジ
キングクラブの力を右腕に宿し、敵に叩き付ける。
クロコダイルエッジ
敵を両足でクロコダイルが噛みつくように挟み込む。
ツインキメラエッジ
劇中未使用。
ツインキメラチャージ
劇中未使用。

### 仮面ライダーダイモン
アヅマがトライキメラバイスタンプとキメラドライバーを使用して変身する仮面ライダー。
変身音声は「スクランブル！ オクトパス！ クロサイ！ オオムカデ！ 仮面ライダーダイモン！ ダイモン！ ダイモン！」。
クロサイ、オオムカデ、オクトパスのバイスタンプ技のほか、アヅマ自身の身体能力を活かした格闘技術が相まって、アルティメットリバイとアルティメットバイスと互角に戦うなど戦闘力は非常に高い。
- 右肩のパーツは色を前後で切り替えており、キマイラの左肩と色が異なるが同じパーツで、左に付けるか右に付けるかで色が変わるようにしている[30][23]。
- キマイラ同様、片側の肩にボディの生物モチーフを集約させており、サイの角、タコの足、ムカデの体を左肩に束ねたイメージでデザインしている[30][23]。
- マスクはキマイラとはデザインルールを変えており、左側頭部の角に生物モチーフを集約させ、バイザーはノンモチーフの三本角のような意匠で強面な顔つきにしている[30][23]。
- 全身の大半はキマイラと共用で、マスクのバイザー部分、左肩、胸甲冑左上のフィンが新規造形となっている[30][23]。
- キマイラとは塗り替えなしのパーツ交換で表現している[31]。
- マントは『鎧武外伝』の仮面ライダーブラーボ キングドリアンアームズの流用[30]。

必殺技
オクトパスエッジ
オクトパス型のエネルギーを足から放って敵を絡めとる。
クロサイエッジ
クロサイの力を腕に宿し、敵にパンチとともにぶつける。
オオムカデエッジ
敵をオオムカデ型のエネルギーを召喚して攻撃する。
トライキメラエッジ
キメラドライバーから放った超音波で、悪魔を凶暴化させる。
トライキメラチャージ
アルティメットリバイとアルティメットバイスの攻撃を3つの動物の力で跳ね返す。

## 本作品オリジナルの怪人
シック
過去にとある人物に取り憑いていた悪魔。元の宿主から逃げ出し、無関係な人間の肉体へ宿ることによって行方をくらませている愉快犯。
その正体はジョージ・狩崎から分離した悪魔で、キメラドライバーのテストを行っていた狩崎から実体化すると、ギフの瞳のひとつとキメラドライバーをジョージ・狩崎から奪い、ギフの遺伝子を採取して不死身の軍団を作ろうとしていた。
本来は狩崎真澄の悪魔であったが、真澄の息子のジョージ・狩崎に移植された。
- 狩崎の悪魔で『ダークナイト』のジョーカーのようなイメージであることから、「ポップで外国のようなイメージ」にしている。狩崎がマッドサイエンティストという設定であることから、危険な薬物が白衣の体に飛び散っていたり垂れていたりするデザインにしている。狩崎とは鏡合わせの髪型になるようにして、各所の繋ぎ目に特徴的な髪留めピンを散りばめている。左胸のハンカチは魔女の舌になっており、チビ悪魔の顔を右手の甲、ドクロを背中、腕の悪魔が上下逆さまの黒ハットになっており、シックの右腕から左胸にかけてそれを被った形で魔女の頭部をあしらっている。
- 上半身部分は新規造形で、下地部分は『仮面ライダー ビヨンド・ジェネレーションズ』のクリスパーのものを使用している。

マンドリル・デッドマン フェーズ2
トニーがマンドリルプロトバイスタンプを宙に現れた契約書に押印することで生まれたフェーズ2のデッドマン。怪力と爪から放つ斬撃が武器で、希望の持つキメラドライバーを狙うが、希望が変身したキマイラの必殺技によって倒される。
- マンドリルが赤と青の顔に縦に入る線であることから、『ヘル・レイザー』のピンヘッドのように切れ込みのある顔の中から刃物が飛び出している、スパルタンでエグいデザインとなっている。角はノコギリザメにしており、耳部分の毛は造形にするように指定している。

蛇女ラブコフ
ラブコフがダイモンのキメラドライバーの超音波の影響でさくらから切り離され、蛇女のようになった怪人態。高い戦闘力を持ち、連続キックをさくらに浴びせた。

幸実の悪魔
幸実の子供たちを救う、という強い決意を受けて体内から現れた。
- 悪魔でありながら天使のような感じというイメージで、幸実の手ぬぐいを頭に巻いている感じと、「母の大いなる手」をイメージした両翼にしている。また、翼は巣の3匹のヒナ（一輝、大二、さくら）に親鳥（幸実）が餌やりをしている様を形にしている。

## 本作品オリジナルのアイテム・舞台
キメラドライバー
キマイラとダイモンのドライバー。ジョージ・狩崎が開発し、本人曰く「史上最高のドライバー」であり、元々はジュウガドライバーを作るための実験として開発されたものであったが、狩崎から分離したシックによって奪われる。
ギフの瞳が埋め込まれており、力を解放させると超音波によって人間から悪魔を分離・凶暴化させて使役することが可能。
狩崎はもう1基作っており、ギフの瞳をセットし、かつてギフに取り込まれたオルテカが身に着けて、ダイモンのドライバーから発生したエリア666に張られたバリアを、彼自身を空中から叩きつけることで無効化した。全てが終わった後は狩崎に回収された。
- テレビシリーズに登場するジュウガドライバーと同時にデザインされた。
- デザインはリバイスドライバーの色替えで、真空管のようなLEDの発光部を砂鉄の押印面の代わりに作っている。

ツインキメラバイスタンプ
キングクラブとクロコダイルの遺伝子情報がミックスされた特殊なバイスタンプ。歴代の仮面ライダーの意匠は本体には刻まれていない。

トライキメラバイスタンプ
クロサイ、オオムカデ、オクトパスの遺伝子情報がミックスされた特殊なバイスタンプ。

フィフティゲイルバイスタンプ
サンダーゲイルバイスタンプに幸実の体内から出現した悪魔が吸収されたことで変化したバイスタンプ。リバイス、ライブ、ジャンヌを仮面ライダー五十嵐に融合させ、変身する。
- サンダーゲイルバイスタンプの色替え。「ゲイル」は英語で嵐という意味もあることから、漢字の「嵐」をサンダーゲイルバイスタンプのファンの部分に大きく入れ、「50」をその上に造形している。ティラノの目はライブとジャンヌの色に変えている。

ギフの瞳
人間から強制的に悪魔を分離させ、その本能を解き放つことが可能な力を秘めているほか、バリアを発生させることが可能。

エリア666（）
アヅマたちが旅客機をハイジャックして向かった場所で、科学研究組織ノアがかつて非人道的な実験を行っていた禁断のエリア。現在は高い防御壁で囲まれており、閉鎖されている。

## キャスト
- 五十嵐一輝 / 仮面ライダーリバイ - 前田拳太郎[38]
- 五十嵐大二 / カゲロウ / 仮面ライダーライブ / 仮面ライダーエビル - 日向亘[38]
- 五十嵐さくら / 仮面ライダージャンヌ - 井本彩花[38]
- ジョージ・狩崎 - 濱尾ノリタカ[39][40]
- 夏木花 / 仮面ライダーアギレラ - 浅倉唯[38][5]
- オルテカ - 関隼汰[39][5]
- 玉置豪 / 仮面ライダーオーバーデモンズ - 八条院蔵人[出典 7]
- 門田ヒロミ - 小松準弥[39][42]
- 竹田由芽 - 立石晴香[13]
- トニー - 南誉士広
- ハキム - 中村浩二
- ミナミ - 春川芽生
- 橋本祥平
- 小川輝晃
- 広瀬仁美
- 高岩成二
- キャスター[11][注釈 1] - 宮島咲良
- 平舘太陽
- 悪代官[注釈 1] - 宮崎剛[5][43]
- 外海雅人 - 八嶋智人[13]
- 大谷希望 / 仮面ライダーキマイラ - 豆原一成（JO1）[9]
- アヅマ / 仮面ライダーダイモン - ケイン・コスギ[18]
- 五十嵐幸実 - 映美くらら[39][44]
- 赤石英雄 - 橋本じゅん[39]
- 五十嵐元太 / 仮面ライダーデストリーム - 戸次重幸[39][5][45]

### 声の出演
- バイス / 仮面ライダーバイス - 木村昴[39][46]
- ラブコフ - 伊藤美来[47]
- 仮面ライダーギーツ - 簡秀吉[注釈 2] 『仮面ライダーギーツ』
- シック - 藤森慎吾[13]

### スーツアクター
- 仮面ライダーリバイ[48]、仮面ライダー五十嵐[12] - 縄田雄哉
- バイス[48] - 永徳
- 仮面ライダーライブ[48]、仮面ライダーエビル[48]、仮面ライダーギーツ[49] - 中田裕士
- 仮面ライダージャンヌ[48] - 宮澤雪
- 林本奈々
- ラブコフ[48] - 五十嵐睦美
- シック[50][51] - 榮男樹
- 蛇女ラブコフ[48] - 宇佐美紗風
- 仮面ライダーキマイラ[5][25] - 藤田慧
- 仮面ライダーダイモン[5][25] - 清水麟太郎
- 小森拓真
- 鍜治洸太朗
- 高木英一
- 高田将司
- 森博嗣
- 蔦宗正人
- 神前元
- 寺本翔悟
- 伊藤茂騎
- 北村海
- 東慶介
- 久田悠貴
- 塚越靖誠
- 坂梨由芽
- 菅野慶太
- 酒井和真
- 村上歩夢
- 米岡孝弘
- 岡田ひかる
- 伊藤よしの
- 菅野聖
- 菅野充
- 齊藤謙也
- 関川正隆
- 加藤正樹
- 兵藤結也
- 松岡航平
- 石飛雄大
- 中川和貴
- 本多翼
- 渡邊海斗
- 大内田将樹
- 安川桃香
- 佐伯啓
- 本田光騎
- 渡辺実
- 井口尚哉
- 藤田洋平
- 近藤雄太
- 杉森菜摘
- 大夢
- 鈴木翔流
- 福田楓
- 田畑渚
- 平島由章
- 佐々木勇人
- 上平田結花
- 松本直也

## スタッフ
監督は『仮面ライダーフォーゼ THE MOVIE みんなで宇宙キターッ!』以来、約10年ぶりに夏の劇場版を担当する坂本浩一が務める。
- 製作 - 手塚治（東映）、西新（テレビ朝日）、高木勝裕（東映アニメーション）、與田尚志（東映ビデオ）、野田孝寛（ADKエモーションズ）、村松秀信（東映エージエンシー）、古澤圭亮（バンダイ）
- 企画 - 金子保之（東映）、三輪祐見子（テレビ朝日）、鈴木篤志（東映アニメーション）、加藤和夫（東映ビデオ）、志村章（ADKエモーションズ）、清水啓司（東映エージエンシー）、大矢陽久（バンダイ）
- 原作 - 石ノ森章太郎[39][5]
- 脚本 - 木下半太[39][5]
- 音楽 - 中川幸太郎[39][5]
- 撮影 - 倉田幸治
- 照明 - 佐々木康雄
- 美術 - 大嶋修一
- 録音 - 山本弘樹
- 編集 - 目見田健
- スクリプター - 梅木望帆
- 助監督 - 作野良輔
- 制作担当 - 田中耕作
- ラインプロデューサー - 下前明弘
- プロデューサー補 - 百瀬龍介、近松知佳
- 仮面ライダーギーツ
  - 演出協力 - 中澤祥次郎
  - アクション演出協力 - 藤田慧（ジャパンアクションエンタープライズ）
- 製作プロダクション - 東映テレビ・プロダクション
- スーパーバイザー - 小野寺章
- プロデューサー - 望月卓（東映）、井上千尋・水谷圭（テレビ朝日）、古谷大輔（ADKエモーションズ）
- 特撮監督 - 佛田洋[39][5]（特撮研究所）
- アクション監督 - 渡辺淳（ジャパンアクションエンタープライズ）[39][5]
- 劇場版「リバイス・ドンブラザーズ」製作委員会[39]（東映、テレビ朝日、東映アニメーション、東映ビデオ、ADKエモーションズ、東映エージエンシー、バンダイ）
- 監督 - 坂本浩一[38][5]

## 音楽
主題歌「Dance Dance」
作詞 - 花村想太、MEG.ME / 作曲 - 花村想太、MEG.ME、Louis、PRIMAGIC / 編曲 - MEG.ME、Louis、PRIMAGIC / 歌 - Da-iCE feat. 木村昴
劇中曲
「liveDevil」
歌 - Da-iCE feat.木村昴 / 作詞 - 藤林聖子 / 作曲 - MUSOH、STEVEN LEE、SLIPKID、花村想太 / 編曲 - STEVEN LEE / Add Arrangement - Hiroyuki Fujino
「Go with the flo」
作詞 - 藤林聖子 / 作曲 - 中川幸太郎 / 編曲 - tatsuo / 歌 - 五十嵐一輝・大二・さくら（前田拳太郎・日向亘・井本彩花）
「My dream（emikurara Solo ver.）」
作詞 - 渡部紫緒 / 作曲・編曲 - 坂部剛 / 歌 - 五十嵐幸実（映美くらら）

## 制作
当初は番外編のつもりであったが、シックが登場するということになり、テレビのエピソードに繋げることとなった。
コンセプトは、小さな子どもが劇場で初めて体験するアクションムービー。監督の坂本は「一輝たちの危機感を煽るために脱出劇にする」という提案をしたという。
監督の坂本は、プロデューサーの井上から「車両を使ったアクションが見たい」という提案を受けたため、五十嵐三兄妹がその渦中で両親を助けるという『リバイス』版の『ニューヨーク1997』を目指したといい、レギュラーキャラクターが総出演して協力する『映画ドラえもん』の要素も入っているという。
物語が進むにつれて強化フォームが次々と登場し、元の状態が活躍するのが難しくなる状況が多々あるが、本作品では劇場版のラストをあえてレックスの状態で飾り、大スクリーンでリバイス本来の魅力を見てほしいという思いが強かったという。
本作品にゲストとして出演するケイン・コスギは、監督の坂本の要望でアクションに特化した俳優として脚本が固まる前にキャスティングし、ケインありきでアヅマというキャラクターを作ったという。

## 映像ソフト化
2022年11月23日発売。Blu-ray / DVDでリリース。
- 劇場版 仮面ライダーリバイス バトルファミリア DVD通常版（1枚組）
  - 音声特典
    - バリアフリー日本語音声ガイド

  - 映像特典
    - TRAILER
- 劇場版 仮面ライダーリバイス バトルファミリア Blu-rayコレクターズパック（1枚組）
  - 音声特典
    - バリアフリー日本語音声ガイド
    - オーディオコメンタリー（前田拳太郎×日向亘×井本彩花×監督：坂本浩一）

  - 映像特典
    - メイキング
    - 公開記念舞台挨拶
    - SPOT集
    - 「お昼のショッカーさん THE ムービィー」
    - 「NO MORE 映画泥棒」コラボ映像
    - DATA FILE
    - POSTER GALLERY

  - 初回限定特典
    - フォトカードセット（7枚組）
    - 特製スリーブケース

## 他媒体展開

### スピンオフドラマ
本作品の前日譚となるスピンオフドラマ「『劇場版 仮面ライダーリバイス』スピンオフ配信ドラマ『Birth of Chimera』」が、東映特撮ファンクラブにて本作品と同日に配信された。テレビシリーズの登場人物、本作品のゲストキャラクターや仮面ライダーが登場するほか、本作品でも一部のシーンが回想シーンとして挿入される。

### NO MORE 映画泥棒
全国の劇場で映画本編の直前に上映されている盗撮防止キャンペーンCM（マナームービー）「NO MORE 映画泥棒」。本作品と『暴太郎戦隊ドンブラザーズ THE MOVIE 新・初恋ヒーロー』の上映前には仮面ライダーリバイ、仮面ライダーバイスと『ドンブラザーズ』のドンモモタロウが出演する特別バージョンが上映される。

## キャンペーン
東日本高速道路（NEXCO東日本）
2022年8月1日から8月31日までの期間、NEXCO東日本が管理する全国のSAとPA77か所にて本作品とコラボレーションしたデジタルスタンプラリーが開催される。該当するSAとPAに掲出されたポスターに記載されている二次元コードをスマートフォンで読み込むことでスマートフォンにバイスタンプの印影を模したスタンプを集めていき、その種類によって限定のデジタルフォトフレームやスパセット（タンブラーとクリアバッグのセット）、デジタル壁紙がもらえる。また、仮面ライダーリバイと仮面ライダーバイスのスタンディもフォトスポットとして設置される。